# Stefanie Samida
Stefanie Samida (* 1973) ist eine deutsche Kulturwissenschaftlerin.

## Leben
Von 1993 bis 1999 studierte sie Vor- und Frühgeschichte, Klassische Archäologie, Mittelalterliche Geschichte an den Universitäten Tübingen und Kiel (Abschluss: Magister Artium) und von 1999 bis 2001 im Aufbaustudiengang Medienwissenschaft-Medienpraxis an der Universität Tübingen (Abschluss: Diplom-Medienpraktiker). Nach der Promotion an der Neuphilologischen Fakultät der Universität Tübingen 2005 war sie von 2006 bis 2011 wissenschaftliche Angestellte und Forschungsstipendiatin der Gerda Henkel Stiftung an der Universität Tübingen. Nach der Habilitation 2016 an der Universität Zürich (Venia Legendi für das Fach „Populäre Kulturen“) ist sie seit 2025 Inhaberin des Lehrstuhls für Museumswissenschaft an der Universität Würzburg.
Ihre Forschungsschwerpunkte sind materielle Kultur, Museum, Kulturerbe / Heritage Studies, Public History und populäre Kulturen / Alltagskulturen.

## Schriften (Auswahl)
- Wissenschaftskommunikation im Internet. Neue Medien in der Archäologie. [Diss. Univ. Tübingen 2005] (München 2006). ISBN 3-88927-404-8,
- mit Manfred K. H. Eggert: Ur- und Frühgeschichtliche Archäologie. UTB Basics (Tübingen – Basel 2009; 2. überarb. und aktual. Aufl. 2013; 3. durchgesehene und aktual. Aufl. 2022). ISBN 978-3-8252-5398-1
- Heinrich Schliemann. UTB Profile (Tübingen – Basel 2012). ISBN 978-3-8252-3650-2
- mit Manfred K. H. Eggert: Archäologie als Naturwissenschaft? Eine Streitschrift. (Berlin 2013; 2. aktual. Aufl. 2013). ISBN 978-3-86408-154-5
- mit Miriam Sénécheau: Living History als Gegenstand Historischen Lernens: Begriffe – Problemfelder – Materialien. (Stuttgart 2015). ISBN 978-3-17-022438-4
- Die archäologische Entdeckung als Medienereignis: Heinrich Schliemann und seine Ausgrabungen im öffentlichen Diskurs, 1870–1890. (Münster – New York 2018). ISBN 978-3-8309-3789-0
- Molekularbiologie und Archäologie: Eine ungewöhnliche Beziehung. (Wien 2021). ISBN 978-3-85132-982-7
- mit Christine Gundermann u. a.: Schlüsselbegriffe der Public History. (Göttingen 2021). ISBN 978-3-8252-5728-6